# Gyenesdiás
Gyenesdiás è un comune dell'Ungheria di 2.934 abitanti (dati 2001). È situato nella contea di Zala.